# Romina Yan
Romina Yankelevich (Buenos Aires, 5 de septiembre de 1974-San Isidro, Buenos Aires, 28 de septiembre de 2010), conocida artísticamente como Romina Yan, fue una actriz, cantante y animadora infantil argentina. Alcanzó reconocimiento con su papel protagónico en la telenovela argentina Chiquititas.

## Biografía

### Comienzos
Era hija de la actriz y productora Cris Morena y del director y productor televisivo Gustavo Yankelevich. Su hermano es Tomás Yankelevich, conocido director. Romina era la cuarta generación de una familia argentina dedicada a la televisión. Su bisabuelo, Jaime Yankelevich, es considerado uno de los fundadores de la televisión argentina, siendo su descendencia la que continuó con el legado familiar.
En una entrevista que concedió a la revista Para Ti confirmó que sufrió de anorexia en su adolescencia:

«Tenía 15 años, iba a un colegio de doble turno, trabajaba hasta las 3 de la mañana y me levantaba a las 7... Era demasiado y descargué mis angustias en mi cuerpo. Todo ese año la pasé mal y comencé a sufrir de anorexia. No comía nada porque estaba obsesionada con que tenía que ser perfecta. Durante toda mi vida descargué mis miedos, inseguridades y angustias con la comida. Esa fue mi forma de boicotearme. Fue todo un desafío porque un trastorno como el que yo tuve no se va de un día para otro. Es un tema con el cual tenés que vivir toda tu vida. Yo me reconcilié con mi cuerpo, pero la anorexia sigue latente. Todos los días aprendo a comer y no me siento relajada con la comida. Hay veces en que me vuelvo obsesiva, me veo gorda y dejo de comer. Es que una vez que se te distorsiona la imagen, es muy difícil que vuelvas a verte en el espejo tal como sos: vivo encontrándome defectos.»
Romina Yan

Estaba casada con Darío Giordano, desde 1998, con quien tuvo tres hijos, Franco, Valentín y Azul. En la entrevista con Para Ti reconoció que encontró su equilibrio haciendo terapia y al conocer a su marido Darío.

### Trayectoria actoral
Su primera aparición en la televisión argentina fue en 1991, como parte del personal en el programa Jugate conmigo que conducía su mamá, Cris Morena, y producía su padre, Gustavo Yankelevich. Sin decir quién era (sólo su madre sabía), participó en todos los castings hasta quedar elegida. Tres años después, en 1994, hizo su debut como actriz interpretando a Lorena Picabea en Mi cuñado. Continuó su carrera interpretando a Sol Iturbe en la miniserie de 1994 Quereme.
En 1995, su madre estaba trabajando junto a Telefe para crear una telenovela infantil, Chiquititas, que se estrenó en agosto de ese año. La historia, que contaba las aventuras de un grupo de huérfanos viviendo en un hogar, tenía como protagonista a Romina Yan, quien interpretó a Belén Fraga, la directora del hogar, la 'madre' y 'guía' de los pequeños huérfanos. Gracias a Chiquititas logró fama a nivel internacional, haciéndose conocida en países como Israel, Brasil y México.
A fines de 1998, al finalizar la cuarta temporada consecutiva de Chiquititas, Yan se retiró de la tira, abandonando la televisión luego de cuatro años de éxito televisivo y tres teatrales, presentándose en el Teatro Gran Rex y convirtiéndose en la obra más vista en la historia del país, con más de 1 000 000 de espectadores.
En el año 2000, volvió a la televisión, después de tomarse un descanso por haber dado a luz a su primer hijo, Franco Giordano. Regresó interpretando a Jessica en un episodio del unitario Tiempo final, que se emitía semanalmente por Telefe.
En 2001, apareció en el programa de Susana Giménez y ese mismo año se trasladó a la Patagonia argentina para protagonizar junto a Facundo Arana la película Chiquititas, rincón de luz. Tuvo una participación especial 'clave' en el final de Chiquititas, formando parte además de la temporada final de la serie en el Teatro Gran Rex. Meses después, protagonizó junto a Chayanne y Araceli González la telenovela Provócame, con producción de RGB Entertainment y Raúl Lecouna para Telefe.
En 2002, fue convocada por Disney Channel para conducir el show infantil Playhouse Disney juntó a Omar Calicchio, en Argentina, el cual fue producido por RGB Entertainment, la compañía de su padre.Ese año, dio a luz a su segundo hijo, Valentín Giordano.
Durante 2003, Yan regresó a la actuación interpretando a Rocío Mazzini en Abre tus ojos. En esta ficción obtuvo un gran reconocimiento personificando a una mujer "no vidente" (es decir, ciega). La novela se emitió por Canal 13 con poca repercusión.
Nuevamente, Yan se tomó un año sabático en la televisión, volviendo en 2005 para protagonizar junto a Damián De Santo la comedia Amor mío, con el personaje de Abril Juárez, siendo ésta producida y dirigida por su hermano Tomás Yankelevich. Esta ficción fue un éxito absoluto en el prime time de Telefe.
Volvió a realizar la animación del ciclo infantil Playhouse Disney en 2006, esta vez juntó a Diego Topa. También dio a luz a su hija Azul Giordano.
Durante 2008, Romina Yan trabajó en la última comedia romántica de Cris Morena, B&B, nuevamente junto a Damián De Santo.
En 2008, realizó la película Horizontal/Vertical, junto a Darío Grandinetti, Fernán Mirás, Benjamín Rojas y Mike Amigorena, la cual se estrenó en 2009.
En 2009, su madre le propuso grabar cinco capítulos de su telenovela juvenil Casi ángeles. Yan aceptó, pero esos cinco capítulos terminaron siendo más, de manera que terminó formando parte del elenco principal junto a Emilia Attias y Mariano Torre, interpretando a la hacker Ariel.
Su última aparición fue en la serie de Disney Channel Jake & Blake, donde interpretaba a la tía del personaje interpretado por Benjamín Rojas. Además, protagonizó junto a Fabián Vena y Viviana Saccone la obra Algo en común.

## Fallecimiento
El 28 de septiembre de 2010 la actriz se levantó a las 6 de la mañana, llevó a sus tres hijos al colegio y más tarde, fue al Gimnasio Fisical de San Isidro, donde corrió 45 minutos en una cinta. A pesar de que se sentía descompuesta, siguió. Cuando terminó, caminó unas cuadras hasta llegar a la calle Alvear, donde sufrió una descompensación. Ante su malestar, un amigo la llevó desde allí al Hospital Central de San Isidro, donde ingresó a las 16:30 horas, ya sin signos vitales. De todos modos, se intentó reanimarla durante 50 minutos hasta que a las 17:20 fue declarado su fallecimiento. Romina tenía 36 años. La causa de muerte se caratuló como paro cardiorrespiratorio no traumático y una autopsia posterior no halló lesiones causantes. La noticia de su muerte tuvo como particularidad que la primicia fue dada por un medio zonal, Zona Norte Diario Online, siendo difundida por los medios nacionales varias horas después de la muerte de la actriz, por temor a que se tratase de una noticia falsa.
Fue sepultada en una ceremonia privada en el Cementerio del Pilar.Ese mismo día sus admiradores se concentraron en el Obelisco de Buenos Aires para rendirle homenaje con velas, flores y carteles que expresaban mensajes de cariño. Luego, marcharon desde el Obelisco hacia el Teatro Gran Rex, donde Romina hizo gran parte de su carrera teatral.

### Reconocimientos póstumos
Póstumamente recibió varias conmemoraciones. El 29 de noviembre de 2010, en el último capítulo de la telenovela Casi ángeles, Cris Morena, su madre, narró una frase dedicada a su fallecimiento:

Así como el día sigue a la noche, todo final anuncia siempre un nuevo comienzo.
 ¡Que nos volvamos a ver!
 ¡Gracias por tanto!

En noviembre de 2010, el actor Facundo Arana, compañero de elenco de Romina Yan en Chiquititas, hizo cumbre en el Aconcagua con el objetivo de generar conciencia sobre la donación de sangre. Además, decidió rendirle homenaje a su amiga escalando la cumbre en su nombre. En diciembre de 2011, en el Hospital de San Carlos de Bolívar se fundó un pabellón pediátrico con el nombre de la actriz. Al estudio mayor de la productora Ideas del Sur, bajo la presidencia de Marcelo Tinelli, se le dio el nombre "Estudio Romina Yan".
Entre 2013-2014 Cris Morena volvió a la producción de telenovelas con Aliados. La serie abarca problemas sociales como la promiscuidad, los embarazos no deseados, el acoso escolar, el trabajo infantil, la anorexia nerviosa, la delincuencia juvenil, el alcoholismo, la violencia intrafamiliar, el amor, entre otros.

En una entrevista con Susana Giménez, Cris Morena afirmó que esta novela es un homenaje a Romina; por eso el vivero donde todos los Seres de Luz tienen sus encuentros se llama "ViveRo". Después explicó: 
"Romina nunca estuvo tan presente en mi vida. Cuando estaba viva había días que no nos hablábamos. Ahora me levanto con ella, me acuesto con ella, la bendigo, le agradezco, la celebro. La sé feliz, sé que está súper feliz”.
Su padre, Gustavo Yankelevich, también contó que luego de su fallecimiento su hija se le había aparecido en un sueño. En una entrevista con Ari Paluch, manifestó que siguió recibiendo señales de la actriz de diversas maneras.
"Yo tenía señales con la música. Me desvelaba a la noche y prendía la radio sin prender la luz para ver si podía agarrar el sueño. Una noche escuché un tema a las cinco de la mañana, ahora no se dicen los temas ni el autor ni quién es. Pero yo reconocí que era Patricia Sosa y yo sentí que Romina me estaba hablando. Prendí la luz, lo escribí y al otro día me fui por las disquerías a buscarlo. No sabía cómo se llamaba hasta que lo encontré, el tema se llama 'Hasta donde Dios me quiera llevar'. Ahí dije hay una señal".
Además, relató que no fue la única vez que le sucedió un episodio de este estilo:
"Había almorzado con Rosella, mi mujer, e iba haciendo zapping en el auto y mi mano no paraba, era una búsqueda tremenda, una ansiedad... De la FM, me fui a la AM y en la memoria del auto la primera radio que tengo es Continental. Puse y en ese momento arranca un tema. Me quedo escuchándolo y sentí que era Romina que me estaba hablando. La miro a mi mujer, en la mitad del tema la toqué y estaba llorando, me dijo 'Romina, Romina'. Le escribí al director de Continental un mail y le dije 'ayer a las 15.38 pasaste un tema y necesito saber de quién es'. Me dijo 'olvidate, acá no pasamos música, te confundiste. En una hora viene el musicalizador y le pregunto'. A las dos horas me contestó que el único tema que habían pasado en el día fue 'Si me voy antes que vos', de Jaime Roos".
El 5 de septiembre de 2018, el día en que la actriz hubiera cumplido 44 años, Cris Morena realizó la puesta en escena de un espectáculo teatral en el Teatro Gran Rex en homenaje a su hija. El espectáculo se llamó ViveRo y fue televisado simultáneamente por Telefe. Allí, los actores que trabajaron con Cris Morena y con Romina así como artistas populares interpretaron las canciones más emblemáticas de las telenovelas protagonizadas por Romina y otras canciones en su homenaje. En el espectáculo participaron Agustina Cherri, Lali Espósito, Luciano Pereyra, Valeria Lynch, Patricia Sosa, Soledad Pastorutti y Natalia Pastorutti, Axel, Abel Pintos, Damián De Santo, Jorgelina Aruzzi, Sandra Mihanovich, China Suárez, Facundo Arana, Benjamín Rojas, Peter Lanzani, Benjamín Amadeo, Rocío Igarzábal, Nicolás Vázquez, Luisana Lopilato, los hijos de Romina, Franco, Valentín y Azul, entre otros.

## Filmografía

### Cine
| Año  | Título                     | Personaje   | Director        |
| ---- | -------------------------- | ----------- | --------------- |
| 2001 | Chiquititas, rincón de luz | Belén Fraga | José Luis Massa |
| 2009 | Horizontal/Vertical        | Ana         | Nicolás Tuozzo  |

### Televisión
| Año       | Título            | Personaje           | Canal                        | Notas                                                         |
| --------- | ----------------- | ------------------- | ---------------------------- | ------------------------------------------------------------- |
| 1991-1992 | Jugate conmigo    | Romina              | Telefe                       | Miembro del personal del programa.                            |
| 1994      | Quereme           | Sol Iturbe          | Telefe                       | Actriz del elenco estable.                                    |
| 1994      | Mi cuñado         | Lorena Picabea      | Telefe                       | Participación especial.                                       |
| 1995-2001 | Chiquititas       | Belén Fraga         | Telefe                       | Protagonista (1995-1998). Participación especial (2000-2001). |
| 2000      | Tiempo final      | Jessica             | Telefe                       | Protagonista. T1. E9: La entrega.                             |
| 2001      | Sábado bus        | Mucama              | Canal 13                     | Episodio: El jarrón.                                          |
| 2001-2002 | Provócame         | Marisol Anzoátegui  | Telefe                       | Protagonista.                                                 |
| 2002-2008 | Playhouse Disney  | Romina              | Disney Channel Latinoamérica | Animadora.                                                    |
| 2003-2004 | Abre tus ojos     | Rocío Mazzini       | Canal 13                     | Protagonista.                                                 |
| 2005      | Amor mío          | Abril Juárez        | Telefe                       | Protagonista.                                                 |
| 2008      | B&B               | Bella Fontainebleau | Telefe                       | Protagonista.                                                 |
| 2009      | Casi ángeles      | Ariel               | Telefe                       | Antagonista.                                                  |
| 2010      | Jake & Blake      | Agustina            | Disney Channel Latinoamérica | Participación especial.                                       |
| 2010      | La casa disparate | Romina              |                              | Animadora (Episodio piloto).                                  |

## Teatro
| Año       | Obra           | Personaje   | Director       |
| --------- | -------------- | ----------- | -------------- |
| 1992      | Jugate conmigo | Ella misma  | Cris Morena    |
| 1996-1998 | Chiquititas    | Belén Fraga | Cris Morena    |
| 2010      | Algo en común  | Abogada     | Santiago Doria |

## Discografía
- 1991: Jugate conmigo
- 1992: Jugate conmigo vol. 2
- 1995: Chiquititas
- 1996: Chiquititas vol. 2
- 1997: Chiquititas vol. 3
- 1997: Chiquititas, especial de Navidad
- 1998: Chiquititas vol. 4
- 1999: Chiquititas, grandes éxitos
- 2001: Chiquititas, rincón de luz
- 2002: Playhouse Disney
- 2005: Amor mío
- 2006: Playhouse Disney vol. 3
- 2008: B&B

### Sencillos promocionales
| Sencillo                      | Año  | Álbum                 |
| ----------------------------- | ---- | --------------------- |
| «Te quiero y me duele»        | 1991 | Jugate conmigo        |
| «Primera vez»                 | 1992 | Jugate conmigo vol. 2 |
| «Mi mejor amiga»              | 1992 | Jugate conmigo vol. 2 |
| «¿Por que Dios?»              | 1995 | Chiquititas           |
| «Todo, todo»                  | 1995 | Chiquititas           |
| «Te encontre»                 | 1995 | Chiquititas           |
| «Chufacha»                    | 1996 | Chiquititas vol. 2    |
| «Corazón con agujeritos»      | 1996 | Chiquititas vol. 2    |
| «Al fin»                      | 1996 | Chiquititas vol. 2    |
| «Me hace llorar»              | 1996 | Chiquititas vol. 2    |
| «Chufachon»                   | 1997 | Chiquititas vol. 3    |
| «Todavía»                     | 1997 | Chiquititas vol. 3    |
| «Penitas»                     | 1997 | Chiquititas vol. 3    |
| «Dame un CH»                  | 1998 | Chiquititas vol. 4    |
| «Estoy loco»                  | 1998 | Chiquititas vol. 4    |
| «Estúpida, romántica, idiota» | 1998 | Chiquititas vol. 4    |
| «Pimpollo»                    | 1998 | Chiquititas vol. 4    |